# Christian Günther
 Der er flere personer med dette navn, se Christian Günther (flertydig).
Christian Ernst Günther (født 5. december 1886, død 6. marts 1966) var en svensk forfatter, diplomat og udenrigsminister under anden verdenskrig. Günther var kontroversiel på grund af sin tilsyneladende tyskvenlige politik i starten af krigen. I slutningen var han dog involveret i hjælpen til de skandinaviske fanger i tyske koncentrationslejre og fængsler, der blev gennemført med de hvide busser.

## Baggrund og tidlig karriere
Christian Günther var søn af diplomaten Ernst Günther (1850-1927) og blev i 1909 gift med Ingrid Sjöberg. Han tilhørte en adelig slægt med tradition for radikale politikere, embedsmænd og diplomater. I 1916 blev han juridisk kandidat og havde i de følgende år forskellige embedsmandsstillinger. I 1922 fik han sin første stilling i statsadministrationen, da han blev første kancellisekretær i handelsministeriet. I 1924 blev han sekretær for statsminister Hjalmar Branting og det følgende år chef for handelsafdelingen i udenrigsministeriet. I 1930 blev han svensk envoyé i Sydamerika. Han var kabinetsekretær 1934-37, inden han blev envoyé i Oslo. 
Ved siden af sin diplomatkarriere skrev Günther også skønlitteratur. Han fik udgivet flere værker og opnåede at få sit skuespil Äfventyrens värld sat op på Dramaten i Stockholm. 

## Udenrigsminister
Hans karriere i udenrigsministeriet tog fart, og han blev i 1939 udnævnt til upolitisk udenrigsminister i en samlingsregering. Dette skete, da hans forgænger Rickard Sandler blev uenig med den øvrige regering om et eventuelt fælles svensk-finsk forsvar af Ålandsøerne, der førte til Sandlers afgang.
Regeringen mente, at den kritiske situation i Europa gjorde det nødvendigt med en diplomat på posten frem for en politiker. Da den svenske ambassadør i København, Carl Hamilton, afslog, faldt valget på Christian Günther. Hans tid som udenrigsminister anses i almindelighed som den vanskeligste i Sveriges historie.
Især i begyndelsen af krigen blev Günther kritiseret for at være for tyskvenlig. Den svenske neutralitetspolitik var hans ansvarsområde som udenrigsminister, og den indebar med hans egne ord:
bevarelse af Sveriges fred samt ydre og indre frihed
Det, Günther specielt blev kritiseret for, er transittrafikken af soldater og krigsmateriel mellem Norge og Tyskland efter den tyske invasion af Norge 9. april 1940. Han blev endvidere kritiseret for at indføre restriktioner af trykkefriheden. Den svenske ambassadør i Berlin var en drivende kraft i disse spørgsmål, da han advarede om konsekvenserne, hvis Sverige nægtede transitmuligheden eller udtrykte åben kritik mod nazismen. 
Günther forsvarede politikken med, at "fjendtlighederne i Norge ophørte". Statsminister Per Albin Hansson lagde officielt ansvaret på Günther og gik dermed mere fri af kritikken, selv om han bar det overordnede ansvar som regeringsleder. Günther havde dog større støtte i rigsdagen, hvor man fandt det afgørende at gennemføre de tiltag, der var nødvendige for at sikre Sverige, og man ikke fandt det troligt, at landet ville klare sig, hvis det kom i krig mod Tyskland på dette tidspunkt.
Mod krigens slutning arbejdede Günther for at redde danske og norske fanger ud af de tyske fangelejre. Allerede i 1943 tog han kontakt til Felix Kersten, der var Heinrich Himmlers massør. Mod slutningen af 1944 blev det muligt at arbejde mere aktivt på dette område, og grev Folke Bernadotte fik som næstformand i Sveriges Røde Kors ansvaret for aktionen med de hvide busser. Efter krigen var han endvidere ansvarlig for den stærkt kritiserede udlevering af flygtninge fra Baltikum, der dog blev gennemført af hans efterfølger.
Selv mente Günther, at hans vigtigste indsats som udenrigsminister lå under den finske vinterkrig, hvor han afværgede de allieredes planer om at opbygge en front mod Tyskland i Sverige. Det var Günther, der stod bag slagordet "Finlands sag er vores". Han havde gode kontakter med den sovjetiske ambassadør i Stockholm, Alekandra Kollontaj, og det lykkedes ham at holde Sverige neutral over for pres fra alle sider, indtil 22. juni 1941, da han accepterede, at den tyske division Engelbrecht blev sendt i transit fra Norge til Finland via Sverige.
Han gennemførte dette med støtte fra blandt andet kong Gustav 5.; det blev årsag til den såkaldte Midsommerkrise i juni 1941. Günther blev skarpt kritiseret for denne eftergivenhed og det åbenbare brud på neutralitetspolitikken. Officielt blev det hævdet, at der var tale om en éngangsbegivenhed, og senere lignende krav fra tysk side blev da også afslået. En transport med 500 syge tyske soldater fik dog tilladelse til gennemrejse mellem Torneå og Helsingborg ved årsskiftet 1941-42.
Selv om Sverige fik meget kritik for transitpolitikken, fik Günther i almindelighed et godt eftermæle som udenrigsminister i Sverige, da han gik af i 1945. Han opnåede en ekstrapension på 200.000 kr, som firmaer og enkeltpersoner samlede ind til ham. En række svenske kritikere af den førte politike rettede dog kritikken mere mod Günther end mod den mere folkelige statsminister.

## Senere karriere og eftermæle
Efter krigen blev Günther udnævnt som ambassadør i København, men han blev erklæret for uønsket af danskerne. I stedet blev han ambassadør i Rom i perioden 1946-50. Som person var Günther distanceret. Han var liberal intellektuel (selv om han ofte stemte socialdemokratisk) og brugte sin energi på de emner, han anså for at være vigtige, mens han uddelegerede øvrige sager til sine medarbejdere. Således var det udenrigsråd Staffan Söderblom, der især arbejdede med forholdet til Tyskland. 
I de senere år har Günther ud over den tidligere nævnte kritik endvidere opnået negativ omtale i forbindelse med Wallenberg-udredningen i 2003 om Raoul Wallenbergs bortførelse.